# 长潜鸟属
长潜鸟属（学名：Lonchodytes）是种晚白垩世的水鸟，栖息于西部内陆海道沿岸。长潜鸟可能生存于7000万年前的马斯特里赫特期，遗骸发现于美国怀俄明州的兰斯组，但不清楚是直接在这里变成化石，还是从年代更晚（距今不足6500万年的早古新世达宁期）的沉积物转移（再沉积）至此。学名意为“长矛（指兰斯组）潜水者”。
模式种埃氏长潜鸟（Lonchodytes estesi）似乎与某些现生鸟类的祖先近缘。该物种最常被认为与潜鸟目、鹱形目或鹈形目近缘，虽然都只是临时的猜测。一项系统发育分析发现其与鹱形目的关系近于另外两个目。
如今普遍认为，若上述类群实际并非进化支，则它们之间的关系应该很近，此外可能还与其它“高等水鸟”如企鹅近缘。埃氏长潜鸟可能比这三个目中的某些谱系和／或其它“高等水鸟”更为原始，该假设总体与基于生物形态学及DNA序列数据的当前系统发育分析，以及今鸟亚纲的中生代记录相一致。
另一方面，翼长潜鸟（"Lonchodytes" pterygius）很可能不属于本属。分支图显示其与该属区别很大，貌似是鸻形目的成员。但鉴于遗骸稀少，不能肯定地排除其代表一个形态趋于涉禽的祖先“高级水鸟”谱系。